# Combat d'Atchoupa
Première guerre du Dahomey
Le combat d'Atchoupa est une bataille qui s'est déroulée le 20 avril 1890 près de la ville d'Atchoukpa pendant la première guerre du Dahomey. Une force française de 350 soldats dirigée par le colonel Terrillon, brièvement assistée par 500 guerriers du roi Toffa Iᵉʳ, ont combattu une force de 7 000 guerriers du Dahomey et de 2 000 Amazones du Dahomey sous le roi Béhanzin qui devaient marcher sur Porto-Novo. La bataille fut le dernier engagement majeur de la première guerre du Dahomey.

## Contexte
La guerre avait techniquement commencé le 21 avril 1890 lorsque les Français arrêtèrent plusieurs responsables du Dahomey à Cotonou à la suite des attaques du Dahomey contre le protectorat français de Porto-Novo. Le 4 mars, une attaque massive du Dahomey contre Cotonou fut repoussée après une bataille sanglante. Le 15 avril 1890, l'armée du roi Béhanzin traversa le fleuve Ouémé. Brûlant de nombreux villages sur leur passage, ils marchèrent vers Porto-Novo et finirent par établir leur camp à quelques kilomètres au nord de la ville. Le 20 avril, à 6 heures du matin, une colonne française de 350 hommes, composée de troupes de marine et de compagnies de tirailleurs sénégalais, part de Porto-Novo pour affronter l'armée du Dahomey. Ils étaient accompagnés de 500 guerriers locaux de Porto-Novo,,.

## La bataille
Un peu après 7 h 30, les guerriers du roi Toffa Iᵉʳ, qui marchaient en tête de la colonne française, tombent sous le feu de guerriers Dahomey à l'entrée du village d'Atchoukpa. La brève fusillade, qui tua 8 d'entre eux et en blessa de nombreux autres, les mit immédiatement en déroute. La compagnie française la plus avancée, dirigée par le capitaine Arnoux, se déploya pour couvrir la retraite des guerriers de Toffa alors qu'ils couraient en panique vers Porto-Novo. L'armée du Dahomey sorti du village et se dirigea vers les Français, ce qui incita le colonel Terrillon à ordonner à ses hommes de former des carrés d'infanterie,.
Pendant plus d'une heure, l'armée de Béhanzin, composée de 7 000 guerriers et de 2 000 Amazones, affrontèrent sans succès les places françaises, par des charges répétées. La puissance de feu et la discipline françaises supérieures ont tenu chacune de leurs attaques à distance, leur infligeant des pertes dévastatrices. Vers 9 heures du matin, le roi Béhanzin, voyant que ses guerriers ne parvenaient pas à infliger des dégâts aux places françaises, prit la décision d'envoyer un détachement pour les contourner afin d'incendier Porto-Novo pendant que son armée principale retenait les Français. Cependant, le colonel Terrillon s'aperçut aussitôt de la manœuvre et ordonna à ses carrés de se diriger vers le détachement. Dès que le détachement du Dahomey fut à portée de tir, les Français déclenchèrent une tempête de balles qui mit instantanément en déroute le détachement du Dahomey. Les combats durèrent encore environ une heure, alors que les places françaises continuèrent de se retirer lentement vers Porto-Novo pour s'assurer qu'aucune nouvelle tentative de les contourner ne se produise. Vers 10 heures du matin, Béhanzin ordonna finalement la retraite, renonçant à son projet d'attaquer Porto-Novo.